# Площадь Флага (Шуша)
Площадь Флага (азерб. Şuşa bayraq meydanı) — площадь на улице Вагифа Джафарова в верхней части города Шуша.

## Общие сведения
На территории площади в начале 1980-х годов был заложен Парк имени 26 бакинских комиссаров. 
В ходе Первой карабахской войны город перешёл под контроль непризнанной Нагорно-Карабахской Республики (НКР). Парк был разрушен и пришёл в упадок. 
После восстановления контроля над городом в ходе Второй карабахской войны парк был благоустроен. В его южной части был установлен флагшток с государственным флагом Азербайджана. Парку было присвоено название Площади Государственного Флага Азербайджана.
С мая 2024 года осуществлялась реконструкция площади. 19 сентября 2024 года площадь была открыта после реконструкции.
В результате реконструкции сохранены многолетние растения, присутствовавшие на площади. Посажены платаны. Установлена система освещения.
Проект реконструкции площади разработан Бакинским государственным проектным институтом на основе концепции архитекторской группы Chapman Taylor.
Вокруг площади предусмотрено строительство Музея Победы, концертно-театрального зала, торгового центра.

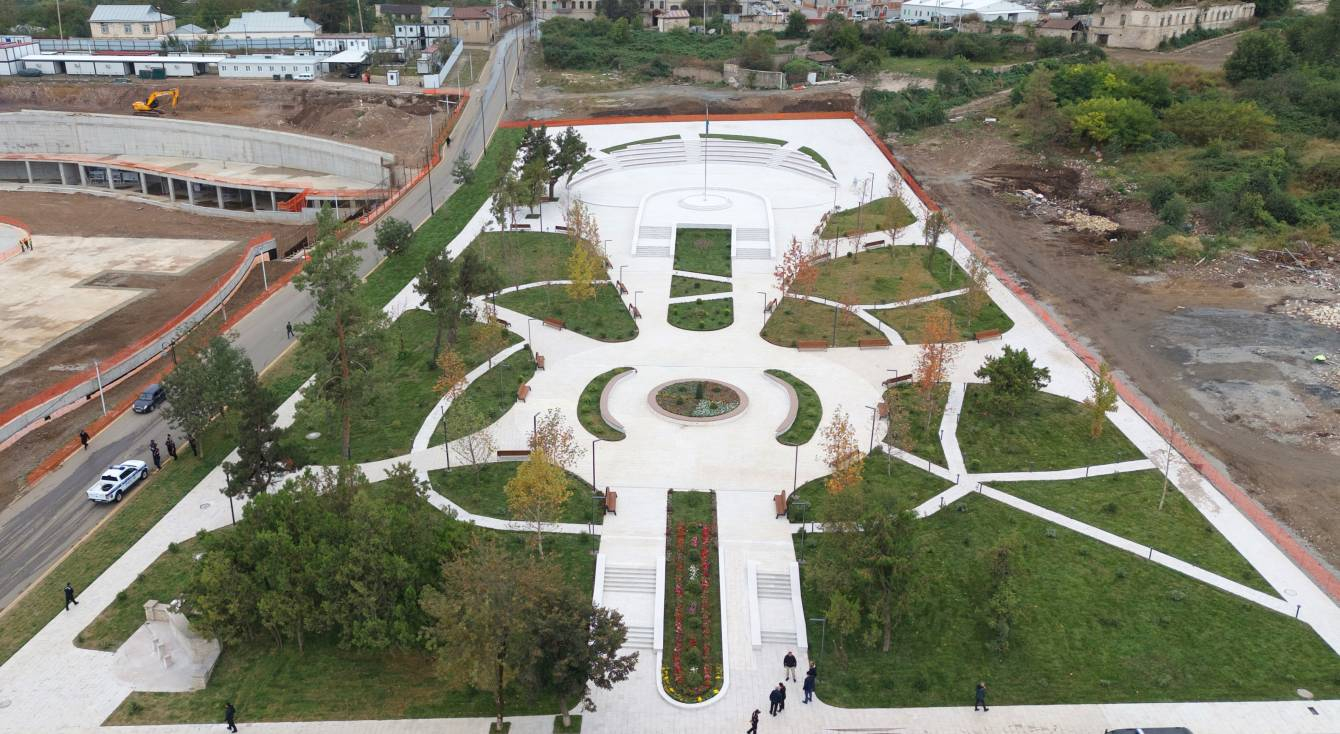
Площадь Флага Сентябрь 2024

## Описание
Общая площадь территории — 9190 м2. 
Площадь озеленений — 3693 м2. 
Высота флагштока — 11,7 м.
Площадь окружена амфитеатром.